# 1874 en rugby à XV
Cette page présente les faits marquants de l'année 1874 en rugby à XV : les principaux évènements liés au rugby à XV ainsi que les naissances et décès de grandes personnalités de ce sport.

## Événements
De nouvelles règles du rugby sont publiées en 1874 : Laws of Football as played at Rugby School.

### Février
- 23 février : l’Angleterre bat l’Écosse à Londres[1].

## Naissances
- 15 juillet : Gwyn Nicholls, joueur de rugby gallois. († 24 mars 1939).
- 29 juillet : Auguste Giroux, joueur de rugby à XV français. († 9 août 1953).
- 20 septembre : George William Smith, joueur de rugby à XV et à XIII néo-zélandais. († 7 décembre 1954).